# Scooby-Doo (película)
Scooby-Doo es una película en imagen real del año 2002 basada en el dibujo animado del mismo nombre de Hanna-Barbera. La película fue dirigida por Raja Gosnell y escrita por James Gunn y Craig Titley. Fue producida por Charles Roven y Richard Suckle para Warner Bros.
Fue protagonizada por Freddie Prinze, Jr. como Fred, Sarah Michelle Gellar como Daphne, Matthew Lillard como Shaggy, Linda Cardellini como Velma, Neil Fanning como la voz de Scooby-Doo (quien fue creado en pantalla usando imágenes generadas por ordenador), la participación estelar de Isla Fisher como Mary Jane y el villano fue Rowan Atkinson como Emile Mondavarious. Cabe destacar que Pamela Anderson hizo un cameo al principio de la película.
Joseph Barbera, cocreador de Scooby-Doo, aparece en los créditos como productor ejecutivo. En 2004, esta película tuvo una secuela llamada Scooby-Doo 2: Monsters Unleashed con el mismo elenco y director que la anterior. No se volvieron a lanzar más productos en imagen real de la franquicia hasta que Warner Premiere retomó el proyecto y lanzó dos filmes más: Scooby-Doo: El misterio comienza en 2009 y Scooby-Doo: La maldición del Monstruo del Lago en 2010, ambas emitidas por Cartoon Network con un reparto y equipo de producción diferentes.
El artista de reggae Shaggy y la banda de pop-punk MXPX interpretaron diferentes versiones del tema principal de Scooby-Doo. Adicionalmente, un juego mecánico basado en la película, Scooby-Doo Spooky Coaster (La espeluznante montaña rusa de Scooby-Doo) fue construido en el parque temático Warner Bros. Movie World en Gold Coast (Australia).

## Argumento
La historia comienza en medio de lo que sería uno de los misterios normales de la pandilla de Scooby-Doo, la cual es conocida en todo el mundo por resolver todo tipo de misterios espeluznantes bajo el nombre de Mystery, Inc. ("Misterios S.A." en España; "Misterio a la Orden" en Hispanoamérica), como si fuera la típica escena de un episodio de la serie de TV. Se oye el sonido digital de truenos, antes de mostrarnos el exterior de una lúgubre fábrica de juguetes abandonada.
Mientras resuelven el misterio, Daphne Blake, uno de los miembros de este grupo de misterios, ha sido capturada por el llamado Fantasma Lunar, y los demás miembros del grupo (Frederick "Fred" Jones, Velma Dinkley, Norville "Shaggy" Rogers y el perro Gran Danés Scooby-Doo) intentan rescatarla y de paso atraer en una trampa al fantasma causante de este misterio, siguiendo un ideado por Velma. En la trampa Shaggy y Scooby ven al Fantasma Lunar en un barril y corren por su vida. La trampa falla como de costumbre, pero por suerte Shaggy y Scooby toman una patineta y el Fantasma Lunar los persigue hasta que ellos lo capturan. Momentos después, llega el dueño de la fábrica junto con la policía y un montón de fanáticos de Fred, a quien todos admiran por ser el líder de Mystery, Inc., sin dar crédito a los demás. Fred les dice a todos que el plan para capturar al Fantasma Lunar fue suyo, y lo desenmascaran explicando las causas del misterio, lo que termina con el culpable diciendo "¡Y hubiera logrado mi objetivo, si no fuera por estos chicos entrometidos!", siguiendo concretamente  la rutina de cualquier episodio clásico de Scooby-Doo. 
Sin embargo, al retirarse al estacionamiento donde los aguarda la camioneta llamada Mystery Machine (traducida a lo largo del mundo hispanoparlante como la Máquina del Misterio), el vehículo oficial de Mystery, Inc., el grupo empieza a discutir: Velma le reclama a Fred el haberle robado el plan otra vez, y los dos empiezan a burlarse de Daphne porque siempre la capturan. Daphne, en venganza, le quita los anteojos a Velma y las dos empiezan a pelear junto con Fred. Shaggy trata de detenerlos intentando explicar que todos son importantes para el equipo, pero finalmente, Velma les dice a todos que, debido a que nadie la toma en cuenta como una chica genio y científica prodigiosa, ha tomado la determinante y firme decisión de renunciar al grupo. Tras oír esto, Daphne manifiesta su evidente enfado al pensar de que todos la consideran solamente como la damisela secuestrada, por lo que también renuncia, y lo mismo hace Fred, quien piensa que es lo mejor para todos, ya con él estando completamente cegado por su carácter egocéntrico y arrogante. Shaggy les suplica que por favor no se vayan, pero todo es inútil: en vez de subirse todos a la Mystery Machine como buenos amigos, Velma, Daphne y Fred se suben a sus autos particulares y se marchan cada uno por su lado, convirtiéndose en acérrimos enemigos. Entonces Shaggy decide permanecer junto a su perro Scooby, argumentando que "los amigos no renuncian", y que ahora deberán continuar sólo los dos.
Los miembros de Mystery, Inc. no se vuelven a ver desde esa pelea; mientras los cuatro se encuentran separados, cada uno ha tomado diferentes caminos en su vida. Daphne, ya cansada y aburrida de ser el estereotipo de típica "chica en problemas" decide aprender artes marciales, convirtiéndose en una excelente combatiente, para demostrar que puede ser capaz de defenderse contra las amenazas; Fred, utilizando su talento para la increíble persuasión, escribe y publica un libro autobiográfico sobre su imagen de galán ("Fred y Fred, las muchas caras de mí"), el cual resulta ser un Best Seller sin que nadie sospecha que todo es una mentira abusadora; y Velma utiliza sus dotes como científica prodigiosa para trabajar en la NASA con sistemas de defensa balísticos hidropropulsados. Mientras tanto, Shaggy y Scooby se la pasan de viajeros, recorriendo las playas en la Mystery Machine, cocinado platillos de buena inspiración y comiendo Scooby-galletas, sin ningún misterio que los aterre de ninguna manera y llevando un ambiente relajado y glorioso.
Dos años más tarde, la pandilla se reúne (contra sus deseos) cuando todos son invitados individualmente a Spooky Island ("Isla Espectra" en España; "Horripilandia" en Hispanoamérica), un parque de atracciones "asombrosamente" popular poseído por Emile Mondavarious. Al principio, cuando se encuentran en el aeropuerto, Daphne, Velma y Fred siguen molestos el uno con el otro, desafiánose con mucho odio y planeando ir a la isla y resolver el misterio cada uno por su cuenta. Shaggy intenta persuadirlos de ser amigos de nuevo, pero ninguno accede. En el avión, Shaggy se sienta junto a una chica rubia y tímida llamada Mary Jane, que tiene alergia a los perros (Scooby estaba disfrazado como una anciana porque no se permitían perros en el avión). Mary Jane también come Scooby-galletas, y Shaggy se siente atraído por ella de inmediato. Cuando están en la isla, Mondavarious se muestra muy contento de ver al famoso grupo de Mystery, Inc., y le dice a la pandilla que algo está embrujando a todos los jóvenes que llegan a la isla, ya que entran siendo personas educadas y salen siendo violentos y agresivos, y desea que ellos resuelvan el misterio de quién es el culpable de todo. Por supuesto, Fred, Velma y Daphne no logran asociarse y entonces se van en direcciones distintas.
Mientras Shaggy pasa tiempo con Mary Jane y los dos se acercan cada vez más, Velma escucha una historia sobre un grupo de así llamadas "criaturas" que habitaban la isla, antes de que Mondavarious los perturbara construyendo el parque de diversiones. Un hombre llamado N'Goo Tuana (quien contaba la historia) y un peleador de lucha libre profesional llamado Zarko el enmascarado (famoso por aparecer en Telemundo) intentan asustarla pero ella los ignora. Por su parte, Daphne encuentra a un hombre intentando protegerse a través del vudú, quien le dice que se vaya de la isla antes de que la secuestren los demonios, y que no vaya al castillo de Spooky Island por ningún motivo, pero Daphne cree ser más inteligente que él y va a pesar de todo. A través de una llamada telefónica, Scooby es engañado para ir a la parte oscura del bosque, donde es atacado por un demonio, pero escapa. Daphne encuentra a Shaggy y Scooby y les pide que la acompañen a entrar al castillo, y adentro encuentran a un zombi mecánico (uno de los juegos del parque) en el que está Fred, que ha llegado hasta ahí siguiendo unas pisadas. Velma entra tratando de darle un susto a Daphne, y Fred les dice que ya que todos están aquí, deberían separarse y buscar pistas. Durante la investigación Shaggy y Scooby encuentran una habitación con mucha comida, mientras en otra parte Daphne quita algunas tablas de una puerta. Mientras Daphne, Shaggy y Scooby son atacados, Fred y Velma descubren un salón con un curioso "video de entrenamiento", con el que alguien les está alterando el cerebro a los estudiantes. Luego de evadir a las criaturas que los perseguían, Scooby y Shaggy se entretienen con una competición de eructos y echarse gases, hasta que Daphne se los lleva y son atacados por Zarko el enmascarado. Cuando todos se reúnen, Daphne les cuenta que encontró un extraño objeto llamado el Daemon Ritus, un artefacto mágico que absorbe energía, en particular almas. Las criaturas casi los localizan, pero la pandilla escapa disfrazada como estatuas de la atracción a su hotel.
Los chicos le dicen a Mondavarious que tienen tres sospechosos: N'Goo Tuana (quien cree que el parque está construido sobre tierra encantada), el maestro vudú, y el mismo Mondavarious. Los chicos se separan, acordando encontrarse en media hora: Freddy se va a hablar con los empleados, Daphne busca cultos satánicos en internet, y Velma descubre que el Daemon Ritus da instrucciones de algún ritual demoníaco.
Esa noche, un joven se le acerca a Velma y los dos se ponen a conversar. Velma recuerda cómo la pasaba en los viejos días con la pandilla, en los tiempos en que todos eran como una familia. Pero en toda familia, siempre hay un loco, y ése era Scrappy-Doo, un pequeño cachorro que resulta ser el sobrino de Scooby. Este singular personaje solía ser un tanto impulsivo, viendo que sólo quería enfrentar y vencer a los fantasmas, creyendo ser bendecido con el llamado Poder Perruno. Pero un día, al pequeño Scrappy se le "zafaron los tornillos", y con un tono prepotente y ambicioso acabó exigiéndoles a los chicos que lo nombraran líder o si no se iría. Los chicos lo echaron del grupo y él juró que volvería. Mientras Velma cuenta esto, monstruos y demonios entran al hotel. Daphne es vencida una vez más por Zarko el enmascarado y, pese a sus esfuerzos, las criaturas atacan y secuestran a algunos turistas, incluyendo a Mondavarious, Fred y Velma, quien había perdido sus lentes y los estaba buscando. Daphne les dice que ahora son ellos los que deben solucionar todo y rescatar a Fred y Velma. Mary Jane intenta llamar a los guardacostas, pero ellos ya habían sido poseídos.
A la mañana siguiente, el grupo se dirige al parque de diversiones y Daphne les dice que se separen para buscar a Fred y Velma. Todo parece normal, hasta que Shaggy y Scooby ven a Fred, que ahora se comporta como un zombi. Daphne es capturada por Zarko el enmascarado y se convierte en zombi también. Shaggy, Scooby y Mary Jane huyen de los zombis que los persiguen en una motocicleta, hasta que escapan y Scooby descubre que Mary Jane es un hombre disfrazado y que ella ha embrujado a Shaggy. Shaggy no le cree nada y se enoja con él, y después de algo de lucha, Scooby desafortunadamente cae en un agujero. Mary Jane intenta detener a Shaggy, pero este no está dispuesto a abandonar a su amigo, y lo sigue por el agujero. Allí abajo, descubre un lugar secreto en el que hay una piscina llena de cabezas protoplásmicas que contienen almas de gente. Guiado por la voz de Velma, Shaggy libera su alma y la salva. Velma le dice: "Siempre supe que eras un héroe, Shaggy", antes de que este rescate las almas de Fred y Daphne de la piscina y logre recuperar el Daemon Ritus. Velma es la primera en volver a su cuerpo y luego descubre que los demonios necesitaban poseer gente para poder caminar en el día y que mueren cuando son expuestos a la luz del sol. Velma también descubre que Fred y Daphne están en los cuerpos incorrectos.
La pandilla se encuentra junta de nuevo, salvo Scooby-Doo, y cambian cuerpos al azar hasta que cada quien llega a su propio cuerpo. Al salir, encuentran al maestro de Vudú que hacía un conjuro para protegerse. Velma dice que la inscripción del Daemon Ritus describe que las criaturas usaban el protoplasma del pozo como fuente de energía, y ahora el Ritual Darkópolips está a punto de comenzar. Si este ritual llega a darse, las criaturas gobernarán la Tierra por 10.000 años. Pero para poder completarlo, las criaturas necesitan solamente dos cosas: el Daemon Ritus, y un alma que sea pura y sincera, y no necesariamente un alma humana; Scooby-Doo. Y si la persona involucrada necesita a Scooby, entonces esa era la persona que los invitó a venir a la isla: el mismo Emile Mondavarius. En algún lugar de la isla, Scooby es invitado y llevado por Monadvarius a una cueva bajo el pozo. Allí, el propietario de Spooky Land persuade al gran danés para que sea el anfitrión de un evento secreto, sin decir que en realidad será presentado a un sacrificio, y Scooby, sin saber lo que se trata en realidad, acepta. 
Mientras tanto, Shaggy decide que él irá a salvar a su perro y gran amigo, y acto seguido, reclama a los demás que en lugar de dejarse influenciar por su orgullo, debieran considerar su humildad y ayudarle si de verdad han de ser los jóvenes y heroicos detectives de misterios que todos dicen que son. Luego de escuchar las redundantes palabras de Shaggy, Velma, Daphne y Fred sienten vergüenza de dejarse llevar por sus actitudes egoístas, por lo que finalmente deciden dejar de lado sus diferencias para siempre, se reconcilian y vuelven a ser amigos, y todos estrechan las manos dándose cuenta de que cada uno es parte importante del clan de héroes llamado "Mystery, Inc.". 
Pronto, la pandilla forma un plan para bajar al pozo, alumbrar a los demonios y salvar el mundo. Como siempre, la trampa no funciona, pero sin embargo, Fred y Velma descubren que Mondavarious es el villano principal. Shaggy se disculpa con Scooby por no haberle creído, y luego, pidiéndole que confíe en él, los dos salen corriendo y empiezan a luchar contra Mondavarious y todas las criaturas. Freddy y Velma son capturados y el protoplasma de Scooby es extraído de su cuerpo. En un acto desesperado, Shaggy deja a Mondavarious sin sentido cuando estaba absorbiendo el protoplasma, logrando así salvar a Scooby. En ese momento, Velma, Daphne, Fred, Shaggy y Scooby descubren que Mondavarious en realidad es un robot, y que hay algo o alguien que está manipulándolo. Para sorpresa de todos, ese algo o alguien no es otro que Scrappy-Doo, quien cumpliendo su juramento de que iba a volver, había hecho todo esto, incluso el hecho de provocar la separación de Mystery Inc. hace dos años atrás, para vengarse de los chicos por sacarlo del equipo, lo que convierte al pequeño cachorro en el villano principal "real" de este misterio.
El protoplasma que había absorbido se pegó al pecho de Scrappy, cambiándolo en un monstruo gigante llamado Scrappy Rex. Este persigue a Fred, Velma, Scooby y Shaggy mientras que una versión moderna de la canción de ¿Scooby-Doo dónde estás? se oye en la escena de persecución. Fred y Velma huyen mientras Daphne usa sus artes marciales y pelea con Zarko el enmascarado. Al final, logra vencerlo y con unas patadas lo lanza en el pozo y en la piscina de protoplasma.
Cuando la piscina cae, las cabezas protoplásmicas regresan a sus cuerpos y Daphne logra iluminar el lugar, liberando luz que destruye todos los demonios y regresando el resto de las almas de los turistas a sus cuerpos. Desafortunadamente, Scrappy Rex es inmune a la luz y atrapa a Fred y Velma mientras sujeta a Scooby, hasta que Shaggy le dice: "¡Oye perrito, suelta a mi amigo!" para distraerlo. Entonces utiliza una máquina (que se empleó en el ritual) para remover el protoplasma del cuerpo de Scrappy Rex, ocasionando la reversa y transformando al monstruo gigante otra vez en un pequeño cachorro; el mismo Scooby le empuja a su sobrino contra un muro y lo deja inconsciente. Al final, contento de que todo resultara muy bien después de todo, Fred besa a Daphne (cosa que en la serie de televisión nunca sucedió) y esta le corresponde. Mientras Velma se reencuentra con su amigo, Shaggy encuentra un extraño calabozo bajo tierra, desde donde es liberado el verdadero Emile Mondavarious, quien les cuenta a los chicos que Scrappy había ido a la isla hace dos años para audicionar como duende, pero que el cachorro engañó al propietario de Spooky Land, y lo dejó encerrado, convirtiéndose en una imitación mecánica de él. Shaggy y Scooby se reencuentran y celebran junto a Mary Jane, quien le agradece a Shaggy por salvarle la vida.
Fred finalmente le da a Velma el crédito que merece, y ella explica que "el culpable de todo fue Scrappy Cornelius Doo, quien fue embrujado por el poder del Daemon Ritus". Scrappy acaba diciendo la frase: "¡Y me hubiera salido con la mía de no haber sido por ustedes, hijos de p...!", antes de que las autoridades se lo llevaran a él, a Zarko el enmascarado (quien estaba siendo abucheado por sus antiguos admiradores) y a N'Goo Tuana. Y así, en medio de una presentación pública y en frente de la prensa, Mystery, Inc. promete que, sin importar en qué lugar se encuentren y cuál sea el caso, ellos estarán allí descifrando pistas y resolviendo misterios, y todos hacen su característico saludo uniendo las manos, frente al aplauso de todos. La película termina con Shaggy y Scooby compartiendo chiles en la comida que inicialmente Spooky Island les ofreció.

## Reparto
- Matthew Lillard es Shaggy Rogers.
- Freddie Prinze, Jr. es Fred Jones.
- Sarah Michelle Gellar es Daphne Blake.
- Linda Cardellini es Velma Dinkley ("Vilma Dinkley" en Hispanoamérica).
- Neil Fanning es Scooby-Doo (voz).
- Rowan Atkinson es Emile Mondavarious.
- Miguel A. Núñez, Jr. es el maestro Voodoo.
- Scott Innes es Scrappy-Doo (voz).
- J. P. Manoux es Scrappy Rex (voz).
- Pamela Anderson es ella misma (luego de atrapar al Fantasma Lunar).
- Isla Fisher es Mary Jane.
- Steven Grives es N' Goo Tuana.
- Sam Greco es Zarko el Enmascarado.
- Nicholas Hope es el viejo Smithers (el fantasma lunar).
- Holly Brisley es la mujer del vídeo de entrenamiento.
- Robert Díaz es uno de los chicos del vídeo de entrenamiento.
- Remi Broadway es otro de los chicos del vídeo de entrenamiento.
- Andrew Bryniarski es un secuaz de la caverna.
- Martin Broome es Melvin Doo.
- Jess Harnell es Las criaturas (voz).
- Frank Welker es Las Criaturas (voz).
- Michael Caffrey es uno de los Guardias de "Spooky Island" cuando Mary Jane llama por ayuda.
- Charles Cousins es el amigo de Velma.[2]

### Doblajeal español (Latinoamérica)
- Ricardo Mendoza es Fred Jones.
- Xóchitl Ugarte es Daphne Blake.
- Arturo Mercado Jr. es Shaggy Rogers.
- Gaby Ugarte es Velma Dinkley
- Rolando de Castro es Scooby-Doo.
- Arturo Mercado Chacón es Scrappy-Doo y Scrappy Rex.
- Salvador Najar es Emile Mondavarious.
- Mayra Arellano es Mary Jane.
- Eduardo Fonseca es N'Goo Tuana.
- Jorge Ornelas es Zarko, el peleador enmascarado.
- Roberto Molina es el maestro Voodoo y el traductor verbal de insertos y letreros en el doblaje al español.
- César Izaguirre es el viejo Smithers (fantasma lunar)
- Pilar Escandón es Pamela y una de las reporteras.
- Roberto Mendiola es el mensajero y el guardacostas.
- José Gilberto Vilchis es uno de los chicos del video de entrenamiento.
- Víctor Ugarte es otro de los chicos del video de entrenamiento.

Créditos técnicos:
- Dirección de doblaje: Roberto Molina.
- Estudio de grabación: Audiopost.
- País de doblaje:  México.[3]

## Cambio de clasificación
Originalmente, se había planeado que la película tuviera un tono más adulto, y esencialmente iba a burlarse de la serie original de Hanna-Barbera. Se planeaba poner a Shaggy como un hippie que fumaba drogas, Velma y Daphne iban a tener una relación amorosa lésbica, Freddy iba a ser un gánster e iba a haber más referencias a la marihuana con chistes sobre las Scooby-galletas y la hipersexualidad especialmente, dejando a la película como clasificada para PG-13 (mayores de 13 años). De acuerdo con la misma Sarah Michelle Gellar, después de que el reparto había firmado, hubo un cambio (debido a que al final, en vez de ser PG-13, fue catalogada como R debido al contenido fuerte y satírico) y la película se hizo más familiar, obteniendo un PG. Algunos de los chistes adultos originales aún se encuentran en la película, y se incluye como escenas eliminadas en el DVD.

## Recepción

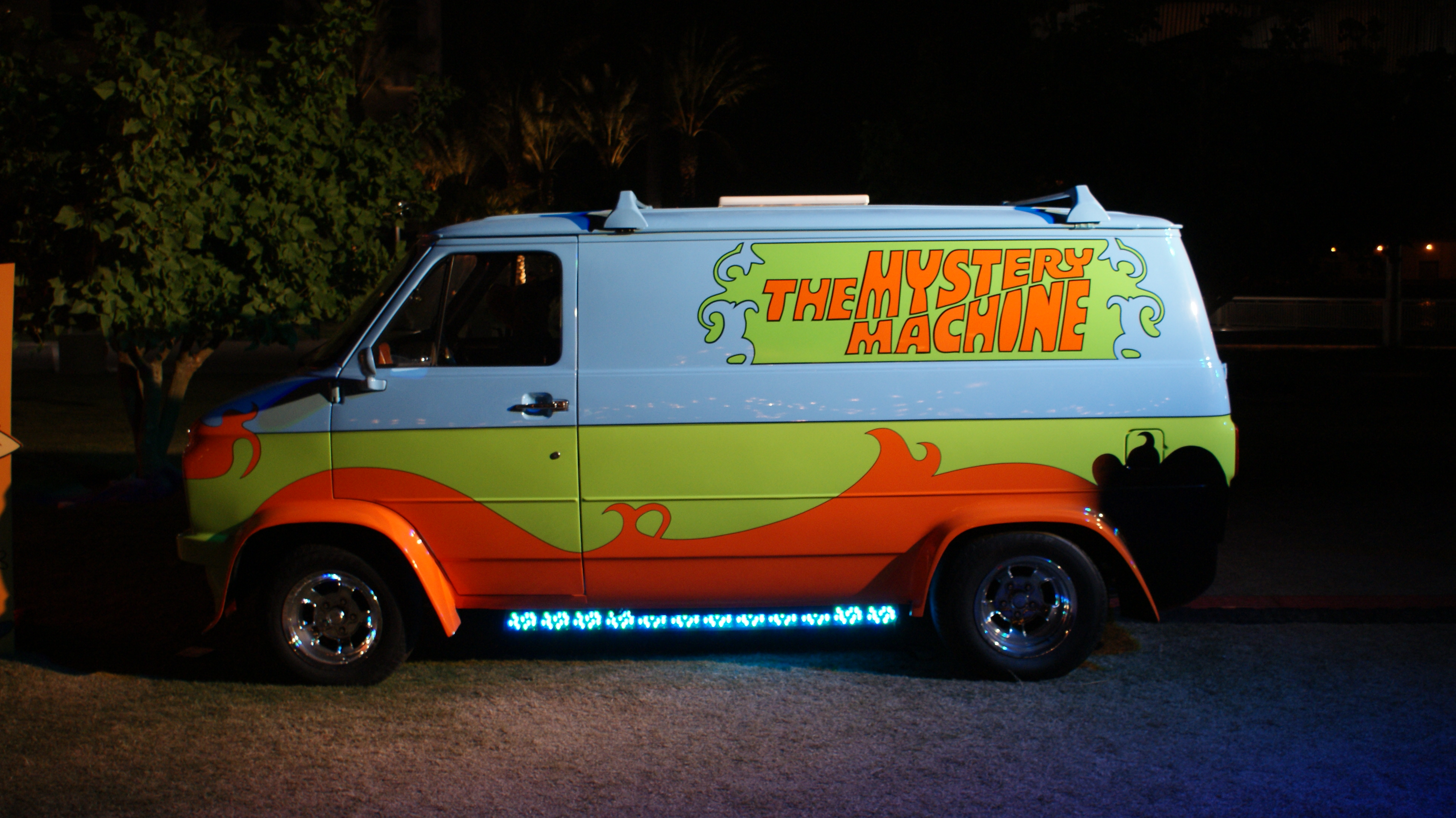
La Máquina del Misterio en la Comic-Con Internacional de San Diego de 2013

La película recibió críticas generalmente negativas. En Rotten Tomatoes, la película tiene una índice "Rotten" de un 28 %, con un puntaje medio de 4,3 de 10. En Metacritic, la película tiene una índice de 35/100, que indica "críticas generalmente negativas". Sin embargo, a pesar de una recepción negativa, fue mostrado en 3447 cines e hizo $19 204 859 en su día de apertura y $54 155 312 durante el fin de semana, con un promedio de $15 711 en cada cine, logrando el primer lugar en la taquilla. La película cerró el 31 de octubre de 2002, con un doméstico bruto final de $153 294 164 en los Estados Unidos. Hizo unos $122 356 539 internacionalmente, trayendo el bruto mundial a $275 650 703. Sarah Michelle Gellar incluso ganó un premio a la "Mejor actriz en película de comedia" por su rol como Daphne en los Teen Choice Awards más su pareja, Prince Jr., fue nominado para un premio Razzie al peor actor de reparto. El único miembro del elenco en ser halagado por su actuación fue Matthew Lillard quien, gracias a su interpretación, llegó a ser la voz oficial de Shaggy en la franquicia Scooby-Doo, luego de que su actor de voz original, Casey Kasem dejara el papel en 2010.

## Premios y nominaciones
| Año  | Premiación         | Categoría                 | Receptor                                   | Resultado |
| ---- | ------------------ | ------------------------- | ------------------------------------------ | --------- |
| 2002 | Teen Choice Awards | Mejor película de comedia | Scooby-Doo                                 | Nominada  |
| 2002 | Teen Choice Awards | Mejor actor de comedia    | Freddie Prinze Jr.                         | Nominado  |
| 2002 | Teen Choice Awards | Mejor actor de comedia    | Matthew Lillard                            | Nominado  |
| 2002 | Teen Choice Awards | Mejor actriz de comedia   | Sarah Michelle Gellar                      | Ganadora  |
| 2002 | Teen Choice Awards | Mejor química             | Freddie Prinze Jr. y Sarah Michelle Gellar | Nominados |
| 2002 | Teen Choice Awards | Mejor película del verano | Scooby-Doo                                 | Nominada  |

## Lanzamiento en DVD
El film fue lanzado a finales de 2002 en formato DVD por Warner Home Video. El DVD incluye contenido especial y escenas eliminadas. El 18 de agosto de 2010, Warner Bros. anunció el lanzamiento de la película y su secuela en un paquete doble en formato Blu-Ray que se llevó a cabo en 11 de 2010. En 2020, se lanzó en la plataforma HBO Max en Estados Unidos y en 2021 en Latinoamérica.

## Banda sonora
Un CD con la banda sonora de la película, compuesto por hip hop, reggae y rock alternativo fue lanzado el 4 de junio de 2002 por Atlantic Records. Quedó en el #24 en los Billboard 200 y tuvo apreciaciones positivas en el sitio de All Music. A continuación, la lista de canciones que contiene el CD:
1. "Shaggy, Where Are You?", por Shaggy.
2. "Land of a Million Drums", por OutKast, Killer Mike y Sleepy Brown.
3. "Lil' Romeo's B House", por Lil' Romeo y Master P.
4. "Thinking About You", por Solange Knowles y Murphy Lee.
5. "Words to Me", por Sugar Ray.
6. "Freaks Come Out at Night", por Uncle Kracker y Busta Rhymes.
7. "Bump in the Night", por allSTARS*.
8. "Whenever You Feel Like It", por Kylie Minogue.
9. "It's a Mystery", por Little T. & One Track Mike.
10. "Scooby D", por Baha Men.
11. "Man With the Hex", por Atomic Fireballs.
12. "Grow Up", por Simple Plan.
13. "Scooby-Doo, Where Are You?", por MxPx (canción escuchada durante la escena de persecución final).
14. "Take the world", por Evan Olson
15. "Mystery Inc.", por David Newman.

## Escenas eliminadas
- Esta escena es la primera, como la segunda que saldrá en pocos meses, aproximadamente en diciembre que fue considerada para ser la apertura o entrada de la película, en el cual los personajes aparecen en forma de dibujos animados, antes de cambiar a actores reales. En la primera escena, aparece el grupo en forma de caricaturas, explorando una tumba, posiblemente como parte de un misterio. Aparece el grupo mostrando sus personalidades en la película (con Daphne siendo capturada, que sirve como un chiste recurrente en el filme), y huyendo de monstruos clásicos, como el rastreador, el monstruo de Frankenstein, y un fantasma verde. Cuando parece que ya han escapado, el fantasma Lunar aparece y captura a Daphne (otra vez) y la lleva a la fábrica de juguetes. La pandilla comienza a formar su plan y entonces la imagen cambia a actores reales, iniciando de este modo la película.[9]
- Otra escena toma lugar cuando Fred, Velma y Daphne se reúnen en el aeropuerto para ir a Spooky Island, donde hablan de cómo han sido sus vidas desde que se separaron. Fred dice que ahora es una celebridad y escribió su propio libro, pero un flashback muestra que en realidad le va muy mal. Velma revela que ella está trabajando para la NASA y está en un viaje de autodescubrimiento, pero otro flashback muestra que Velma está en terapia, atendiendo a un grupo de autoayuda por sus problemas de baja autoestima, y nadie la recuerda cuando ella habla sobre Mystery, Inc.[10] Luego es el turno de Daphne, ella dice que ha aprendido artes marciales, y aparece un flashback de sus clases de combate en las que ella falla quedando atrapada en una rama de árbol, y su sensei habla en chino diciendo que no tiene remedio.[11]
- Según el director, la siguiente escena se utilizó para introducir a Spooky Island como parte de una gira. Shaggy y Scooby están con Mary Jane, que es el interés romántico de Shaggy en la película. Velma conoce al hombre que le habló en el bar más adelante. También muestra a Daphne siguiendo al maestro Voodoo adquiriendo el pollo que luego usaría en su ritual, y Fred mirando a su alrededor. También vemos a dos escaladores subiendo una pared con una velocidad asombrosa, con lo cual se nos da una temprana introducción de los demonios.[12]
- Esta escena tiene lugar después de que Velma conversa con el hombre que conoce en el bar sobre sus días con sus amigos de Mystery, Inc. Ella cree que está borracha por la bebida que le dieron, se sube al piano que N'Goo Tuana está tocando, y cuando ve a Freddy y Daphne bajando las escaleras y entrando al bar, comienza a cantar "Can't Take My Eyes off You" de Frankie Valli, revelando que sabe cantar y lo hace muy bien. Todos los presentes se maravillan con su forma de cantar y bailar y empiezan a aplaudir entusiasmados. Sin embargo, Emile Mondavarious, que está sentado con Shaggy y Mary Jane, dice que las bebidas no tienen alcohol. Y cuando Velma termina de cantar y todos aplauden, Scooby ve al monstruo a través de la ventana.[13]
- Esta escena tiene lugar después de que Shaggy y Scooby encontraran a Fred como zombi y antes de que capturaran a Daphne. Daphne entra en los vestidores y se encuentra a Velma bailando con otras chicas. Cuando Daphne le pregunta qué pasó cuando la capturaron, Velma revela que está poseída por las criaturas y da un grito gutural, mientras el resto de las chicas poseídas persiguen a Daphne fuera de los vestidores. Ella las encierra en el cuarto y empieza a huir.[14]
- Esta escena tiene lugar después de que Shaggy salta en el pozo para salvar a Scooby, y ve cómo secuestran a Daphne. Zarko el peleador utiliza la pinza que usan para sacar el protoplasma de la gente, y le saca el protoplasma a Daphne, que ella llama su pequeño espiritito, y lo pone en la tina con los otros protoplasmas. Una de las criaturas emerge y se mete por la boca en el cuerpo de Daphne, y lo usa para irse de ahí. Luego Shaggy camina hacia la piscina de protoplasma después de que ellos se fueron.[15]
- Esta escena toma lugar durante el cambio de cuerpos. Velma y Daphne se encuentran en los cuerpos incorrectos, y la única forma que se les ocurre para volver a tener sus almas de nuevo es besándose. Así, sus almas vuelven a sus propios cuerpos. Esta escena fue confirmada por las mismas actrices, ya que no está incluida en el DVD. "Fue un poco atrevido y adorable", comenta Linda Cardellini, mientras que por su parte Sarah Michelle Gellar agrega que "Linda es una gran besadora".[16]
- Esta escena se sitúa cuando Scooby aún se encuentra prisionero. Para escapar, Scooby trata de simular un ataque al corazón, pero falla a pesar de no ser tan inteligente.[17]

## Videojuegos
Un videojuego basado en la película fue puesta en venta para Game Boy Advance un poco antes de que se sacó a la venta la película. Se juega el juego desde el punto de vista de la tercera persona y el juego tiene múltiples juegos de rompecabezas y minijuegos. El juego recibió críticas negativas y no vendió mucho. No obstante, el juego que tuvo más éxito, Scooby-Doo: Noche de 100 miedos, figura el avance de la película como una característica especial.

## Novelización
Scholastic Inc. puso en venta una novelización de la historia en conjunción con la película. La novela fue escrita por la escritora estadounidense de fantasía y ciencia ficción Suzanne Weyn.